# Штреклєвець
Штреклєвець (словен. Štrekljevec) — поселення в общині Семич, регіон Південно-Східна Словенія, Словенія.